# Hard Drivin’
Hard Drivin' — компьютерная игра, которая позволяет игроку участвовать в тесте мощной спортивной машины на трюковых и гоночных трассах. Первоначально, в 1989 году, игра была реализована в виде игрового автомата. Впервые в жанре автосимуляторов была использована трёхмерная полигональная графика; подобные игры того времени (Pole Position, Out Run) использовали масштабированные двумерные спрайты.
Заметная особенность игры, выделяющая её среди других игр жанра — это показ повтора («instant replay») после столкновения. В других играх в этой ситуации обычно машину просто возвращали на трассу и останавливали на ней.
Моделирование физики двигателя, трансмиссии и шин было выполнено в сотрудничестве с Doug Milliken, который был указан в выходных данных игры в качестве «тест-пилота»; в 1950-х его отец, William Milliken, возглавлял команду в Cornell Aeronautical Laboratory, которая занималась адаптацией математики движения самолёта в соответствующие формулы для автомобиля, и тем самым являлся ведущим экспертом в моделировании движения автомобиля.

## Продолжения и портированные версии
Всего было выпущено 15 версий игрового автомата, включая 11 версий с кабиной и 4 компактных версии.
Было выпущено четыре официальных сиквела:
1. Race Driviń (1990)
2. Hard Drivin' II — Drive Harder (1991, Atari ST, Commodore Amiga)
3. Hard Drivin’s Airborne (1993) (unreleased)
4. Street Driviń (2001) (GameCube, PlayStation 2, Xbox)

В 1989—1990 годах игра была портирована на множество 8- и 16-разрядных платформ, включая Mega Drive; позже также появились порты на GameCube, PlayStation 2 и Xbox (в сборнике Midway Arcade Treasures 2).